# قصر بلزمة
قصر بلزمة هي إحدى بلديات ولاية باتنة الجزائرية، سميت بهذا الاسم نسبة إلى قصر بلزمة الذي بناه البيزنطيون خلال القرن الخامس ميلادي، وهي واحدة من بلديات ولاية باتنة الـ61

## التاريخ
مدينة قصر بلزمة هي مدينة ضاربة في عمق التاريخ ولعل الآثار البيزنطية الموجودة بالمنطقة هي خير دليل على ذلك، إذ أنه وفي قلب المدينة توجد هضبة كبيرة هي نتاج تراكم الرمال والأتربة جراء هبوب عواصف رملية على القصر البيزنطي، ولحد هذه اللحظة يبقى هذا القصر تحت الأنقاض، مخفية في جوفه عديد الأسرار والخبايا.

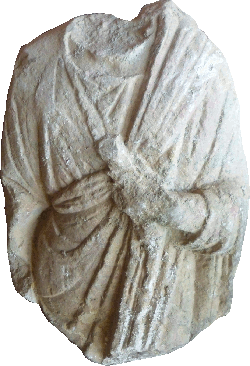

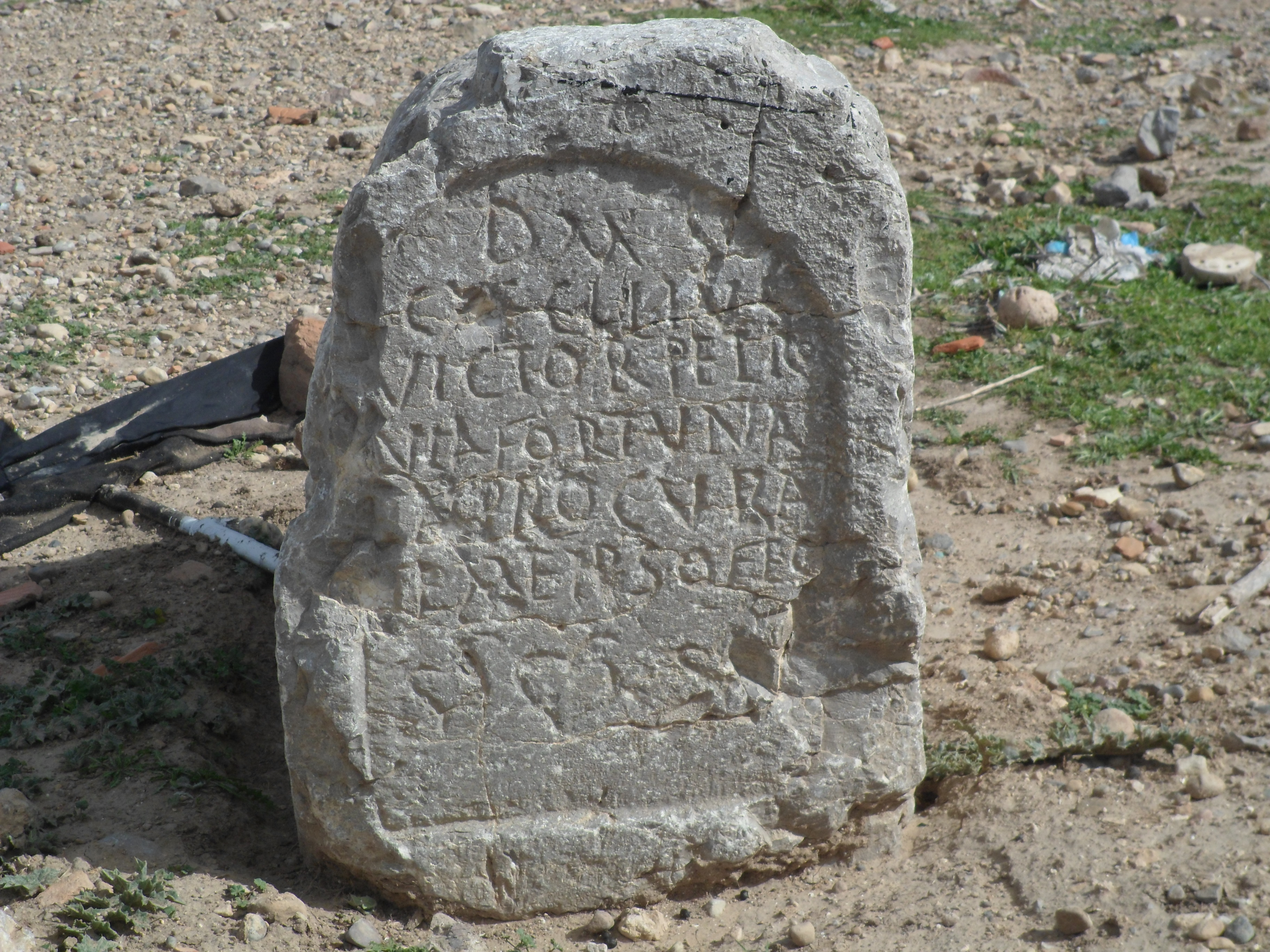

## السكان
يشكل سكان بلدية قصر بلزمة خليطا متجانسا من الشعوب والقبائل التي تعايشت جنبا إلى جنب، ومن هذه القبائل: قبائل الشاوية (الأمازيغ)، قبائل هوارة (أمازيغ مستعربون)، بالإضافة إلى عديد الوافدين الجدد من مختلف الأقطار.

## النشاط
النشاط الغالب في البلدية هو النشاط الفلاحي، نظرا للموقع الجيد للبلدية إذ أنها تتوسط سهل بلزمة، حيث يعرف بجودة تربته وصلاحيتها لأغلب أشغال الفلاحة.